# Johann Konrad Pfenninger

Johann Konrad Pfenninger

Johann Konrad Pfenninger (* 15. November 1747 in Zürich; † 11. September 1792 ebenda) war ein Schweizer reformierter Theologe, Geistlicher und Kirchenlieddichter. Er war ein enger Freund des Aufklärers Johann Caspar Lavater.

## Leben
Johann Konrad Pfenninger war wie Heinrich Pfenninger ein Sohn des Schweizer Schriftstellers Johann Kaspar Pfenninger, der seit 1768 Pfarrer am Fraumuenster zu Zürich war. Dieser wird als strenger Mensch beschrieben, eine Charaktergabe, die Pfenningers Mutter Anna Elisabeth Escher ausgleichte. Sie war es auch, die für die Bildung ihres Sohnes von Entscheidung war. Früh entschied sich Pfenninger für den geistlichen Stand und studierte in Zürich neben Theologie Philosophie und die älteren Sprachen. Er litt unter Nervenschwäche und Migräne. Als er sein 16. Jahr erreichte, begann er, die Jugend zu unterrichten.
1767 wurde Pfenninger nach Studienabschluss ordiniert. Die nächsten Jahre allerdings blieb er noch ohne Anstellung. Das Diakonat der Zürcher Waisenhauskirche erhielt er 1775 und lernte dort Johann Caspar Lavater kennen, der damals die erste Predigerstelle bekleidete. Lavaters Mutter Regula Escher war die Tante von Pfenningers Mutter Anna Elisabeth Escher, weshalb es sich bei den beiden um Vettern ersten Grades (einmal versetzt) gehandelt hat. Dieses Amt wurde Pfenninger 1778 zuteil, als Lavater Diakon an der St. Peterskirche wurde. 1786 wechselte Pfenninger an die St. Peterskirche als Diakon, wo Lavater nun Pfarrer war.
1771 ehelichte Pfenninger Catharina Ziegler, Tochter des Obervogtes Adrian. Sie überlebte ihn. Von den elf Kindern, die sie ihm gebar, überlebten ihn neun; sechs Töchter und drei Söhne. Am 11. September 1792 verstarb Pfenninger an einem Fieber im Alter von 44 Jahren.

## Wirken
Lavater hatte grossen Einfluss auf die Ansichten Pfenningers. Dieser verbreitete und verteidigte die Ansichten seines Freundes, weshalb er Schmach zu ertragen hatte.
Pfenningers Kirchenlied Du wähnst, dich liebe Gott nicht mehr wurde 1812 in das Bremer reformierte Gesangbuch aufgenommen und erhielt so weite Verbreitung.

## Werke
- Fünf Vorlesungen, von der Liebe der Wahrheit, von dem Einflusse des Herzens in den Verstand, von fehlerhafter und richtiger Methode, die heilige Schrift zu studiren, Zürich 1773.
- Appellation an den Menschenverstand, gewisse Vorfälle, Schriften und Personen betreffend, Hamburg 1776.
- Von der Popularität im Predigen, 3 Bände, Winterthur 1777–1786.
- Christliches Magazin, 4 Bände, Zürich 1779–1784.
- Fünf Predigten dogmatisch praktischen Inhalts, Zürich 1781. (Digitalisat)
- Sammlungen zu einem christlichen Magazin, nicht für gelehrte, aber für geübte Leser, 4 Bände, Zürich/Winterthur 1781–1783.
- Predigten über die Seligpreisungen, nach Mtth. 5, 1–12, Lemgo 1782.
- Zwei Predigten, veranlaßt durch Kaiser Josephs Toleranz-Edicte, Dessau 1783.
- Jüdische Briefe, Erzählungen, Gespräche u. s. w. aus der Zeit Jesu von Nazareth, oder eine Messiade in Prosa, 12 Bände, Dessau/Leipzig 1783.
- Repertorium für denkende Bibelverehrer aller Confessionen, 2 Bände, Zürich 1784–1786.
- Philosophische Vorlesungen über das sogenannte Neue Testament, 6 Bände, Leipzig 1785–1789.
- Ueber die Parabeln Jesu und ihre Nachahmung, in Predigten, Zürich 1786.
- Die bedenklichen Cirkelbriefe des Protestanten Joh. Conr. Pfenninger in natura; mit nöthigen Vor- und Nacherinnerungen, Breslau 1787.
- Bibliothek für die Familie von Oberau, Wahrheitsfreunde der verschiedensten Denkart, 7 Hefte, Zürich/Breslau 1790–1792.
- Paulus Lob der Liebe, in 24 Capiteln über das 13 Capitel seines ersten Briefs an die Corinther, Breslau 1791.
- Predigten über die Leidensgeschichte Jesu Christi, nach den vier Evangelisten, 2 Bände, Frankfurt/Leipzig 1791.
- Die Familie von Eden, oder geminnützige Bibliothek des Christianismus für seine Freunde und Gegner, 5 Hefte, 1792–1793.
- Briefe an Nicht-Musiker; über Musik, als Sache der Menschheit, Zürich 1793.